# Anton Higi

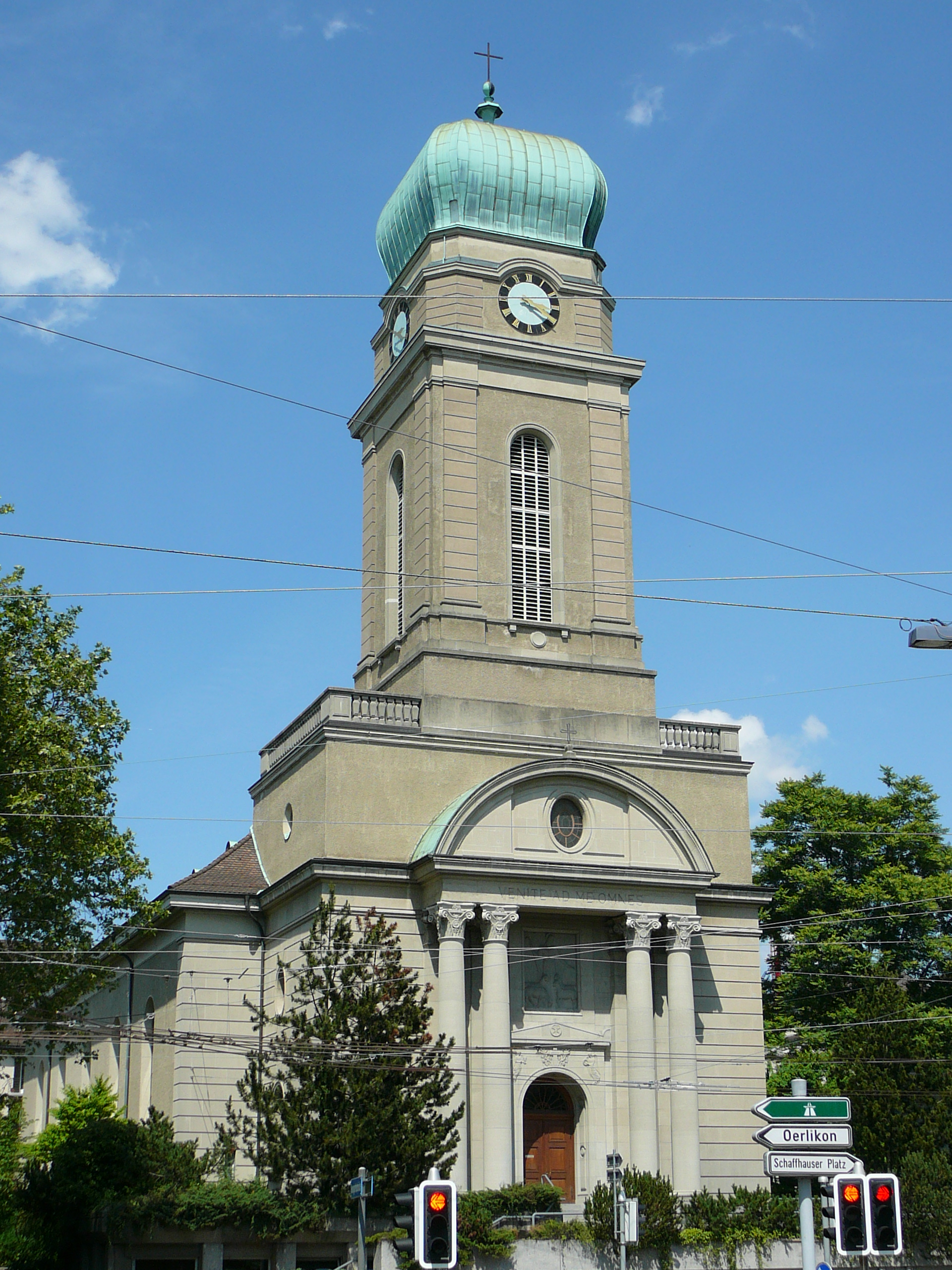
Kirche Guthirt, Zürich-Wipkingen, 1922–1923

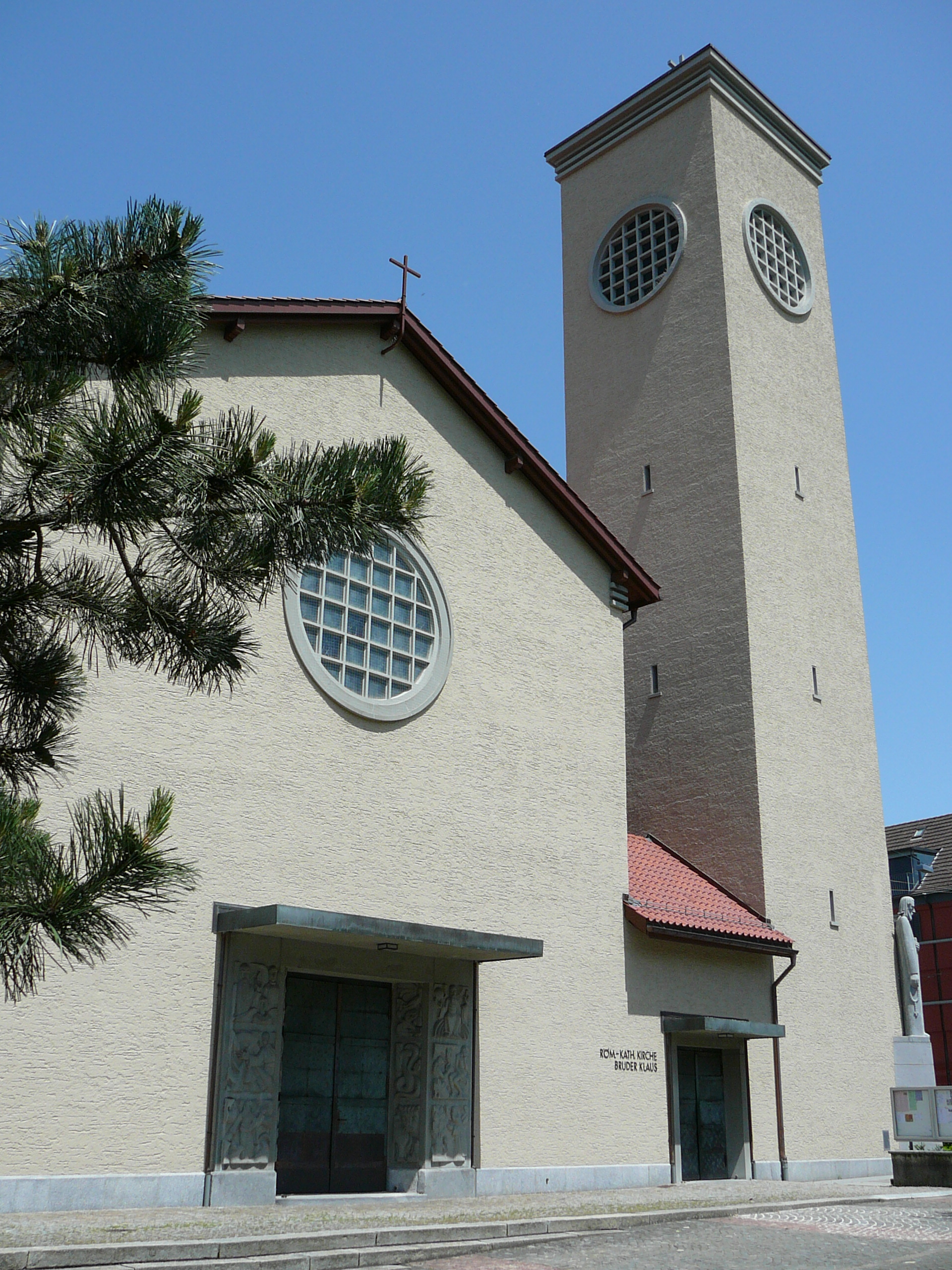
Kirche Bruder Klaus, Zürich-Unterstrass, 1932–1933

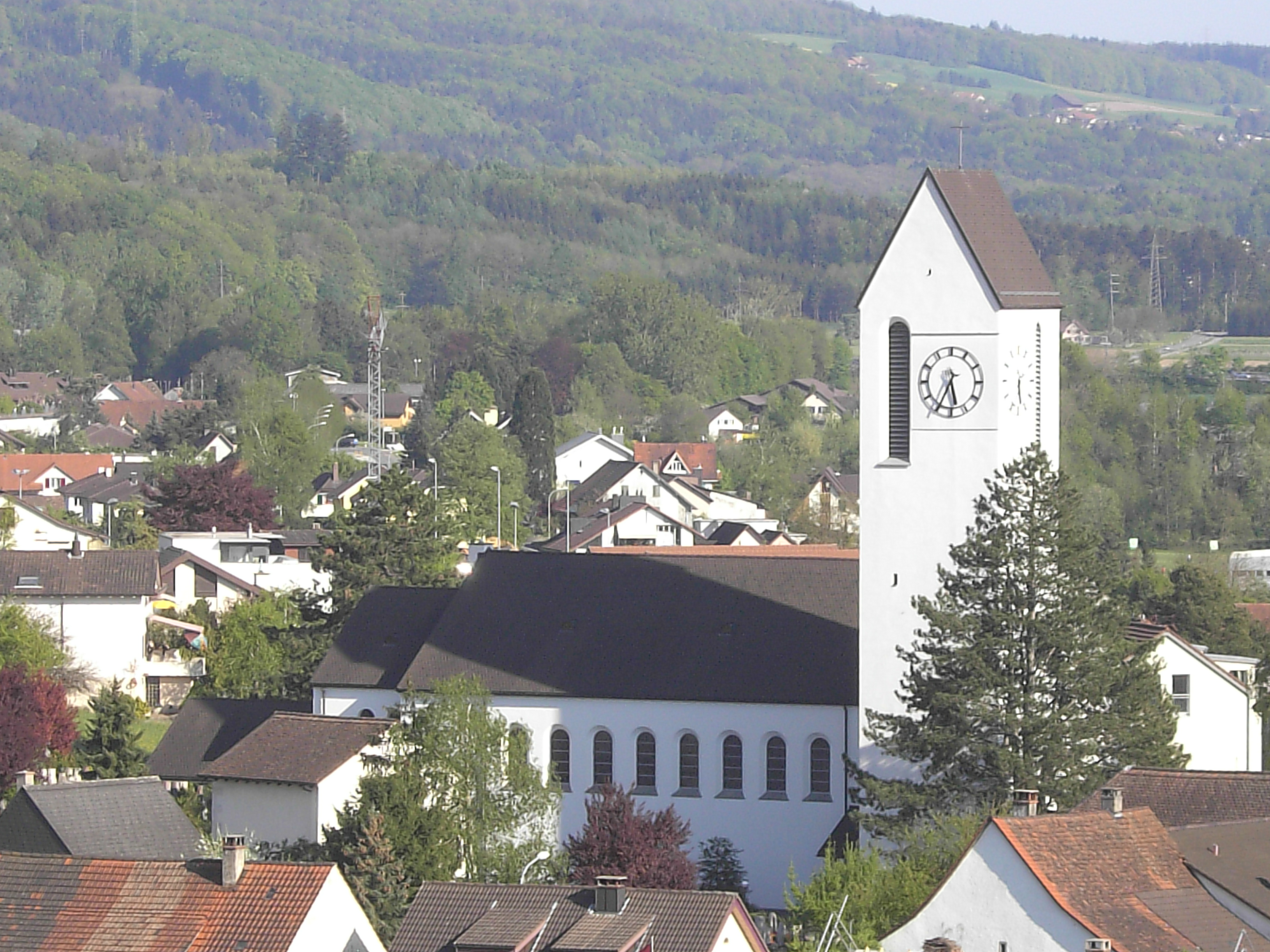
Kirche St. Leodegar, Birmenstorf AG, 1934–1935

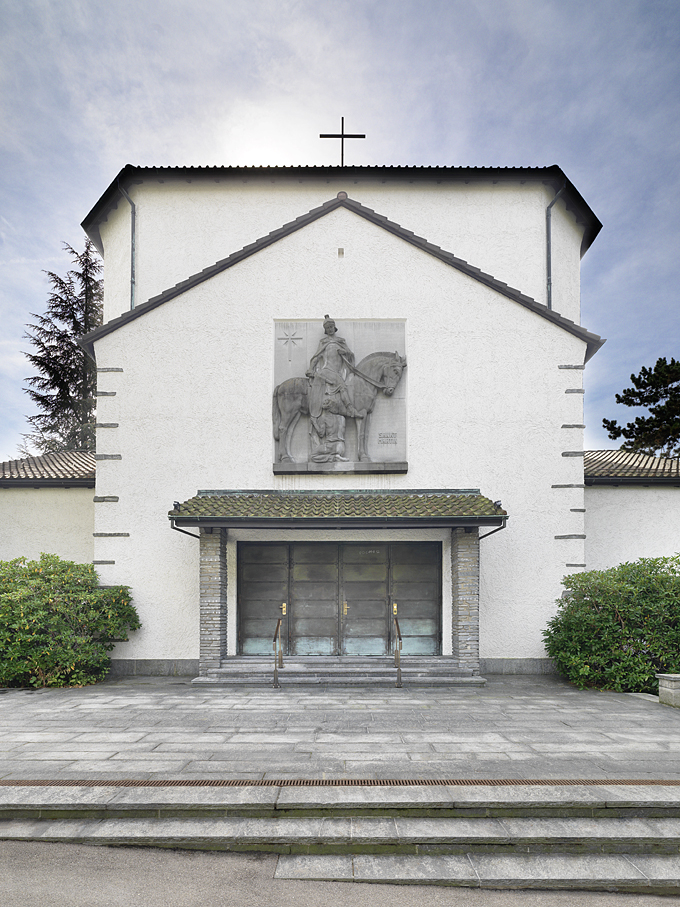
Kirche St. Martin, Zürich-Fluntern, 1938–1939

Anton Higi (* 15. Februar 1885 in Zürich; † 25. September 1951 in Orselina) war ein Schweizer Architekt und von 1938 bis 1946 Stadtrat von Zürich. Er prägte mit seinen Kirchbauten in der Region Zürich den modernen katholischen Kirchenbau massgeblich mit.

## Leben und Werk
Anton Higi studierte an der ETH Zürich Architektur und schloss 1907 mit dem Diplom ab. Nach ersten Erfahrungen als Architekt bei Professor August Thiersch in München und beim Kantonalen Hochbauamt Zürich arbeitete er 1912 bis 1914 im Architekturbüro Curjel & Moser mit, das mit den beiden Kirchen St. Anton (Zürich-Hottingen) und  St. Josef (Zürich-Industriequartier) in der Schweiz zwei erste öffentliche Aufträge realisieren konnte. Beim Bau von St. Josef arbeitete Higi als Bauführer massgeblich mit.
1914 bis 1925 führte Anton Higi gemeinsam mit Otto Gschwind ein eigenes Architekturbüro. In diese Zeit fällt mit dem Bau der Kirche Guthirt (Zürich-Wipkingen) auch die Realisierung des ersten eigenen Kirchbaus von Anton Higi. Nach dem Austritt von Otto Gschwind führte Anton Higi das Architekturbüro bis 1938 alleine weiter.
Anton Higi engagierte sich auch institutionell für den modernen katholischen Kirchbau. So war er 1924 ein Gründungsmitglied der Schweizerischen St. Lukasgesellschaft, in der er bis 1938 als Mitglied des Vorstands, zeitweise auch als Sekretär arbeitete.
1938 wurde Anton Higi als Vertreter der CVP in den Stadtrat der Stadt Zürich gewählt und leitete dort das Polizeidepartement. Deshalb sistierte Anton Higi seine Tätigkeit als Architekt bis 1946. Danach gründete er mit seinem Sohn Karl Higi ein gemeinsames Architekturbüro, das nach dem Tod von Anton Higi von Karl Higi weitergeführt wurde.
Er fand seine letzte Ruhestätte auf dem Zürcher Friedhof Nordheim.

## Bauten (Auswahl)
Anton Higi realisierte als Architekt zahlreiche Siedlungen, Mehrfamilienhäuser, Villen und Einfamilienhäuser.
- 1912–1913: Bauleitung bei der Kirche St. Josef Zürich-Industriequartier
- 1922–1923: Kirche Guthirt, Zürich-Wipkingen
- 1924: Turm zur katholischen Kirche Thalwil
- 1924–1926: Siedlung „Im eisernen Zeit“, Zürich, eine der ersten Gartensiedlungen, 1991 unter Denkmalschutz gestellt
- 1927: Katholische Mädchenschule Hirschengraben 66, Zürich (heute Sitz des Generalvikariats für die Kantone Zürich und Glarus sowie Sitz der römisch-katholischen Zentralkommission des Kantons Zürich)[6]
- 1932: Institut der Schwestern vom Heiligen Kreuz, Menzingen, Zug, Neubau eines Klostertrakts
- 1932–1933: Kirche Bruder Klaus, Zürich-Unterstrass
- 1933–1934: Kirche St. Josef, Horgen
- 1934: Monikaheim, Zürich (Heim für junge Mütter mit Kind, heute Heim für Kinder im Vorschulalter und begleitetes Wohnen für Mutter und Kind)[7]
- 1934–1935 Kirche St. Leodegar, Birmenstorf AG
- 1935 Katholisches Akademikerhaus AKI, Hirschengraben 86, Zürich (heute Sitz der katholischen Hochschulgemeinde Zürich sowie die Niederlassung der Jesuiten in Zürich)[8]
- 1938 Pläne für die erste Kirche Heilig-Geist, Zürich-Höngg (Ausführung durch Karl Strobel, 1971 durch einen Neubau von Sohn Karl Higi ersetzt)
- 1938–1939 Kirche St. Martin, Zürich-Fluntern
- 1947–1949 Siedlung in der Ey (mit Karl Higi und Rudolf Pfister; 1950 Auszeichnung für gute Bauten der Stadt Zürich)[9]
- 1949–1950: PTT-Gebäude Rapperswil (mit Karl Higi und Architekt Schäfer)
- 1951 Pläne für Neubau der Klosterkirche der Zisterzienserinnen in Magdenau SG (mit Karl Higi)

## Ehrungen
- Im Zürcher Stadtteil Affoltern ist eine Strasse nach Anton Higi benannt.

## Nachlass
- Nachlassfragment im gta Archiv, Institut für Geschichte und Theorie der Architektur gta der ETH Zürich